# 北川れん子
北川 れん子（きたがわ れんこ、1954年(昭和29年）3月6日 - ）は、日本の政治家。大阪府出身。社会民主党所属。

## 経歴
- 家業で農薬を使わない八百屋を運営していた。
- 1993年(平成5年）に尼崎市議会議員に当選して地方議員を務め、2000年（平成12年）の第42回衆議院議員総選挙で兵庫県第8区から出馬し比例代表で復活当選し、1期を務める。

## 政策
- 選択的夫婦別姓制度導入に賛成する。この制度の未導入故、自身も事実婚である。2000年には、北川ら超党派女性国会議員50名が、夫婦別姓選択制を求めて当時の森総理に申し入れを行った。申し入れでは、「とくに若い世代では、夫婦別姓選択制を望む声が高まっています。政府には、世論を喚起するなど、夫婦別姓選択制を導入するための努力を望む」としている[1]。